# Vakanüvis
El Vakanüvis era l'analista (cronista oficial) de l'Imperi Otomà. Aquest càrrec van tenir-lo personatges com Ahmad Asim i Mehmed Es'ad Effendi.
El títol apareix a l'inici del segle xviii com a wakayi-nuwis (escrivà d'esdeveniments). El primer fou de fet Mustafà Naima (vers 1699) però oficialment el càrrec no es va establir fins al 1714 amb el nomenament de Mehmed Raixid; el darrer fou Abdurrahman Şeref (1907-1922).

## Llista de cronistes
- Mustafà Naima († 1659)
- Şefik Mehmed Efendi († 1715)
- Mehmed Raixid († 1735)
- Küçuk Çelebizade Asım († 1760)
- Rami Paşazade Refet Abdullah Beyefendi († 1744)
- Sami Mustafa Efendi (1730-1731)
- Şakir Efendi († 1742) (1739-1743)
- Subhi Mehmed Efendi († 1769) (1739-1743)
- İzzy Süleyman Efendi (1744-1752) († 1755)
- Mehmet Hakim Efendi (1753-1766)
- Çeşmizade (1766-1768)
- Musazade Mehmed Ubdeydullah Efendi († 1782)
- Esseyyid Hassan Behceti Efendi (segle xviii)
- Ömer Efendizade Süleyman Efendi († 1807)
- Enveri Sadullah († 1794). Fou historiador oficial cinc cops.
- Ahmed Vasıf Efendi († 1806). Fou historiador oficial quatre cops
- Teşrifate Hasan Efendi (1797)
- Halil Nuri's († 1799)
- Mehmed Pertev Efendi († 1807)
- Es-Seyyid Ömer Amir Bey († 1815)
- Mütercim Ahmed Asım (1803-1808) († 1819)
- Şanizade Mehmed Ataullah († 1826)
- Mehmed Es'ad Effendi († 1848)
- Ahmed Cevad Paixà (1855-1866)
- Ahmed Lütfi Efendi († 1907)
- Abdurrahman Şeref (1909-1922)